# Oda radosti
 Ovo je glavno značenje pojma Oda radosti. Za druga značenja pogledajte Oda radosti (razdvojba).
Oda radosti (njemački: "An die Freude", prvi stih: "Freude, schöner Götterfunken") oda je koju je njemački pjesnik Friedrich Schiller napisao 1785. slaveći ideal bratstva i ujedinjenosti čovječanstva. Skladatelj Ludwig van Beethoven uglazbio ju je u završnom stavku svoje Devete simfonije te je tako postala naročito poznata.
Beethovenova je glazba 1972. i 1985. prihvaćena prvo za himnu Vijeća Europe, a potom za himnu Europske unije. Ipak, tekst Ode (koji se pjevan pojavljuje i u simfoniji) nema službeni status u himni zbog brojnosti europskih jezika. Unatoč tomu, često se pjeva pri izvođenju himne.